# Sunny von Bülow
Martha Sharp « Sunny » von Bülow (1er septembre 1932 - 6 décembre 2008) était une héritière et socialite américaine. Claus von Bülow, son second époux, a été reconnu coupable de tentative de meurtre par overdose d'insuline en 1982, néanmoins il a été acquitté en appel, suite aux expertises menées par des experts qui ont estimé qu'il n'y avait pas eu d'injection d'insuline, mais qui attribuent les symptômes à une consommation excessive de médicaments délivrés sur ordonnance. L'histoire a été relatée dans le livre et le film Le Mystère von Bülow. Sunny von Bülow a passé presque 28 ans dans un état végétatif chronique, de décembre 1980 jusqu'à sa mort dans une maison de retraite à New York le 6 décembre 2008.

## Enfance
Sunny avait pour père, George Crawford, un puissant homme d'affaires et l'ancien président de Columbia Gas & Electric Company et pour mère, Annie-Laurie Warmack. Elle est surnommée au moment de sa naissance « Choo-Choo », car elle est née dans le train de son père à Manassas, en Virginie, alors qu'ils prenaient la direction de New York. C'est plus tard, qu'elle sera surnommée « Sunny » en raison de son caractère.
À la mort de son père, alors qu'elle avait trois ans, elle a hérité d'une somme de 100 millions de dollars américain. Sa mère, fille du fondateur de l'International Shoe Company, épousa plus tard Russell Aitken, sculpteur et écrivain.

## Vie privée
Le 20 juillet 1957, Sunny épousa Alfred Eduard Friedrich Vincenz Martin Maria Auersperg issu d'une famille princière autrichienne très respectée ayant régné autrefois sur la Principauté d'Auersperg, mais en raison de l'effondrement de l'Empire autrichien, sa famille s'est appauvrie. Sunny et Alfred se sont rencontrés dans une station balnéaire en Suisse, alors qu'il était son entraineur de tennis.
Ensemble, ils ont eu deux enfants :
- Annie-Laurie Ala von Auersperg (née en 1958), cofondatrice du Centre national pour les victimes de la criminalité, qui a épousé le financier Ralph H. Isham, fils du diplomate Heyward Isham[5].
- Alexander Georg von Auersperg (né en 1959), cofondateur du Centre national pour les victimes de la criminalité, qui a épousé la banquière d'investissement Nancy Louise Weinberg[6],[7].

Sunny et Alfred Auersperg ont divorcé en 1965. À cette époque, la fortune de Sunny dépassait les 75 millions de dollars. Alfred Auersperg est décédé en 1992 après avoir passé neuf ans dans le coma à la suite d'un accident de voiture survenu en Autriche en 1983.
Le 6 juin 1966, Sunny a épousé Claus von Bülow, l'ancien assistant du magnat du pétrole J. Paul Getty, lors d'une cérémonie à l'église presbytérienne de Brick de New York. Il a hérité du nom de famille de son grand-père maternel, Frits Toxwerdt von Bülow, ministre de la Justice du Danemark dans le gouvernement de Klaus Berntsen (1910-1913) et était également issu d'un milieu noble.
Ensemble, ils ont eu une fille :
- Cosima von Bülow (née en 1967)[3], qui a épousé le comte Riccardo Pavoncelli.

En 1979, leur relation a commencé à se détériorer, au point que Sunny et Claus évoquaient la possibilité de divorcer.

## Incident de 1979
Le 26 décembre 1979, la famille s'est réunie pour célébrer Noël dans leur manoir de Newport à Rhode Island, mais elle a été retrouvée inconsciente. Sunny a été transportée en urgence à l'hôpital où elle est tombée dans le coma, mais finira par en sortir. Suite à plusieurs jours d'examens médicaux, les médecins ont conclu que le coma était dû à une hypoglycémie et ont mis en garde Sunny, qu'elle ne devait pas abuser des sucreries ou qu'elle ne devait pas rester trop longtemps sans s'alimenter. Bien qu'aucun acte criminel n'ait été suspecté à l'époque, Claus von Bülow a par la suite été accusé d'avoir provoqué cet incident en lui injectant de l'insuline. En avril 1980, elle fut à nouveau hospitalisée après des symptômes, tels que de l'incohérence dans ses propos et de la désorientation ; les médecins reconfirmèrent qu'elle souffrait à nouveau d'hypoglycémie. On lui a conseillé de maintenir le contrôle de l'hypoglycémie en suivant un régime strict, en limitant sa consommation de sucre et en évitant l'alcool.

## Incident de 1980

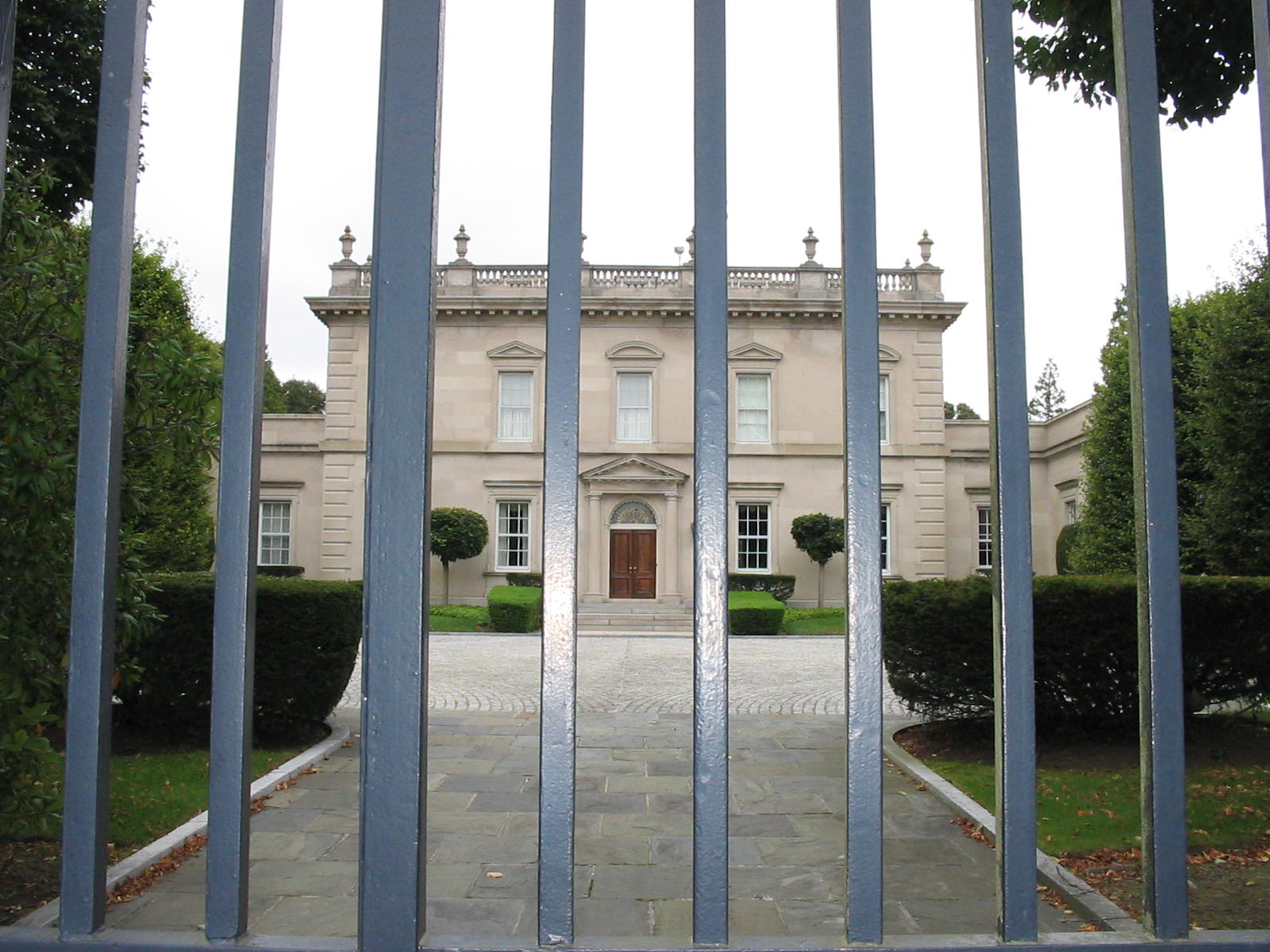
Clarendon Court à Newport, Rhode Island

Le soir du 21 décembre 1980, durant la célébration de Noël en compagnie de sa famille dans leur manoir de Clarendon Court, à Newport, elle a de nouveau été victime de confusion et d'un manque de coordination. Sa famille l'a allongé dans son lit, mais le lendemain, elle a été retrouvée inconsciente sur le sol de la salle de bains. Elle a été emmenée à l'hôpital où, cette fois-ci, on lui a été diagnostiqué des lésions cérébrales suffisamment graves pour entraîner un état végétatif chronique. Bien que les symptômes semblaient indiquer une surdose de médicament, certains indices suggéraient une hypoglycémie. La Cour d'appel a ordonné la divulgation des notes prises par l'avocat des enfants d'Auersperg qui ont démontré que Claus von Bülow ne souhaitait pas interrompre le maintien en vie de sa femme, contrairement à ce qui avait été prétendu.
En raison des tensions au sein du couple de plus en plus importantes entre Claus et Sunny von Bülow à l'automne 1980, ses enfants soupçonnaient que les lésions cérébrales soient le résultat d'un acte criminel de la part de son mari. Ses deux enfants aînés ont persuadé Richard H. Kuh, l'ancien procureur du comté de New York, d'enquêter sur la possibilité que Claus von Bülow ait tenté de tuer leur mère. Après avoir rassemblé des preuves, le bureau du procureur a présenté l'affaire à un grand jury qui a rendu un acte d'accusation par la suite. En juillet 1981, il a été inculpé pour tentative de meurtre.

### Procès
L’affaire a suscité une attention médiatique à l’échelle nationale aux États-Unis. Le procès a débuté en février 1982. Les éléments présentés par l'accusation comprenaient des preuves circonstancielles, l'imputation d'un mobile financier, de nombreux témoignages de différentes femmes de chambre, dont Maria Schrallhammer, qui a joué un rôle clé dans les deux procès, ainsi que des chauffeurs, des médecins et des entraîneurs personnels. Une trousse noire contenant des médicaments et une seringue usagée avec des traces d'insuline, trouvée dans le manoir de Claus von Bülow, a aussi été présenté durant l'audience. Il y avait de nombreuses preuves de son utilisation excessive de sédatifs, de vitamines et d’autres substances, y compris des témoignages relatant des problèmes d’abus d’alcool et de drogues. George Cahill, endocrinologue à l'Université Harvard, a déclaré qu'il était convaincu que les lésions cérébrales découlaient de l'injection d'insuline. Le procès a donc conclu à la condamnation de Claus von Bülow.

### Appel
Claus von Bülow a engagé Alan Dershowitz, professeur de droit à Harvard, pour le défendre, comptant faire appel de la décision de justice. Alan Dershowitz a été aidé par Jim Cramer, alors étudiant à la faculté de droit de Harvard avant de devenir animateur de télévision. Jim Cramer estimait au moment du procès et écrivit plus tard que von Bülow était « véritablement coupable » du crime dont il était accusé. Alan Dershowitz et ses avocats ont présenté des preuves indiquant que Sunny von Bülow était une consommatrice compulsive de drogue, tout cela confirmé par les témoignages de Truman Capote et de Joanne Carson, la seconde épouse de Johnny Carson, ainsi que de plusieurs dizaines d'amis de Sunny. Certains témoignages d’experts ont été écartés au motif qu'ils étaient hypothétiques ou fondés sur des ouï-dire. D'autres expertises ont soulevé des doutes quant à la fiabilité des preuves selon lesquelles une seringue contenait des traces d’insuline. Plusieurs raisons ont conduit la cour d'appel a annuler la condamnation, dont l'idée que l'intérêt de l'accusé doit primer sur le secret professionnel de l'avocat, ce qui implique que les notes prises par Kuh, l'avocat des enfants d'Auersperg, devraient être révélées. Ces notes remettaient en cause la crédibilité de sa femme de chambre, Maria Schrallhammer, qui avait joué un rôle crucial en tant que témoin dans l’accusation de Claus vin Bülow, vu que les notes affirmaient clairement qu'il ne souhaitait pas l'arrêt des soins de sa femme.
Lors de l'appel, la défense a cité neuf experts médicaux, tous des professeurs d'université de renommée mondiale, qui ont attesté que les deux comas n'étaient pas causés par l'insuline, mais par la combinaison de drogues ingérées (et non injectées), d'alcool et de maladies chroniques. Les experts étaient John Caronna (vice-président du département de la neurologie à Cornell) ; Leo Dal Cortivo (ancien président de l'association américaine de la toxicologie) ; Ralph DeFronzo (professeur de médecine à Yale) ; Kurt Dubowski (professeur de médecine légale à l'Université d'Oklahoma) ; Daniel Foster (professeur de médecine à l'Université du Texas) ; Daniel Furst (professeur de médecine à l'Université de l'Iowa) ; Harold Lebovitz (directeur de la recherche clinique à l'Université d'État de New York) ; Vincent Marks (biochimie clinique, vice-président du Royal College of Pathologists et président de l'Association of Clinical Biochemistry) ; et Arthur Rubinstein (professeur de médecine à l'Université de Chicago).
D’autres experts ont attesté que l’aiguille hypodermique, contaminée par l’insuline à l’extérieur (mais pas à l’intérieur) aurait été plongée dans l’insuline, sans être injectée à la victime, sans quoi, lors du passage dans la chair, l'extérieure de l'aiguille aurait été nettoyée. Il a également été prouvé que son admission à l'hôpital trois semaines avant le dernier coma avait révélé qu'elle avait ingéré au moins 73 comprimés d'aspirine, une quantité qui ne pouvait être qu'auto-administrée par la personne elle-même et qui témoignait d'un trouble mental.
L'endocrinologue George Cahill s'est rétracté de son premier témoignage qu'il avait tenu lors du premier procès et a maintenu que l'insuline était l'explication la plus raisonnable au coma de Sunny von Bülow, mais que « ni lui ni personne d'autre ne pouvait jamais être sûr à 100 % de la cause des comas ».

### Conséquences
La famille de Sunny restait convaincue que son mari avait tenté de l'assassiner et était contrariée par le choix de Cosima von Bülow, qui a décidé de se ranger du côté de son père. En représailles, la mère de Sunny, Annie-Laurie Aitken, a décidé de la déshériter en 1981, en lui refusant sa part de l'héritage à sa mort,. En juillet 1985, dix jours après que Claus von Bülow soit acquitté lors de son procès en appel, Ala et Alexander ont engagé une action au civil dans le but d'obtenir 56 millions de dollars de sa part, au nom de leur mère. Le 24 décembre 1987, cette affaire fut réglée à l'amiable lorsque Claus von Bülow accepta de divorcer, de renoncer à toute prétention sur la fortune de sa femme, alors estimée entre 25 et 40 millions de dollars, et de quitter le pays. En contrepartie, Cosima a été réintégrée dans le testament d'Annie-Laurie Aitken,.
Après les procès, Ala et Alexander ont fondé le Sunny von Bülow National Victim Advocacy Center à Fort Worth, au Texas, aujourd'hui situé à Washington, DC, et la Sunny von Bülow Coma and Head Trauma Research Foundation à New York.

### Mort
Sunny est restée dans le coma jusqu'à sa mort à la suite d'un arrêt cardiorespiratoire le 6 décembre 2008, dans la maison de retraite Mary Manning Walsh située à New York où elle résidait. La cérémonie a été célébrée par ses trois enfants le 14 janvier 2009 à l'église presbytérienne Brick de New York, la même église où les von Bülow se sont mariés. Elle est enterrée auprès de sa mère à l'église épiscopale Sainte Mary à Portsmouth.

## Dans la culture populaire
- Alan Dershowitz, l'avocat de Claus, a écrit un livre sur l'affaire, Reversal of Fortune : Inside the von Bülow Case (New York, Random House, 1986 et Londres, Penguin Books, 1991).
- Le film Le Mystère von Bülow de 1990 était basé sur le livre d'Alan Dershowitz, avec Glenn Close jouant le rôle de Sunny et Jeremy Irons pour celui de Claus von Bülow, une performance pour laquelle il a reçu l'Oscar du meilleur acteur.
- Bill Kurtis a raconté l'affaire dans un épisode de la série American Justice intitulé « Von Bulow: A Wealth of Evidence ».
- La série télévisée américaine Biography a produit et diffusé un épisode intitulé « Claus von Bülow : un doute raisonnable », avec les interviews de Claus Von Bülow et d'Alan Dershowitz.
- L'affaire est référencée dans l'épisode de Seinfeld, « Le Suicide » où l'humoriste Jerry Seinfeld est dans une chambre d'hôpital et veille sur un patient dans le coma. Il a déclaré à l'ex-petite amie du patient : « Ce n'est pas comme un coma à la Sunny Von Bülow. Le médecin a dit qu'il devrait s'en sortir à tout moment ».